# نمودار بخشی
در ایالات متحده آمریکا نمودار بخشی گونه‌ای نمودار هوانوردی است که برای ناوبری تحت قوانین پرواز دیداری استفاده می‌شود.
در استرالیا، کانادا و برخی دیگر کشورها نمودارهای مشابهی برای پرواز دیداری استفاده می‌شود که "نمودار ناوبری قوانین پرواز دیداری" نامیده می‌شوند.

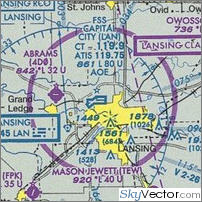
نمودار بخشی برای فرودگاه بین‌المللی کپیتل ریجن لنسینگ، شهرستان کلینتون، میشیگان

## اطلاعات
یک نمودار بخشی، ویژگی‌های مکان‌نگاری و دیگر اطلاعات مورد نیاز برای هوانوردانی که به شکل دیداری پرواز می‌کنند را نشان می‌دهد. این ویژگی‌ها بلندی ناهمواریها، و عوارض قابل دید از بلندای زیاد مانند رود، سد، پل، ساختمان و مانند آنها و ویژگی‌های زمینی مناسب برای استفاده خلبان مانند فرودگاه، برج دیدبانی، مرزنما، و مانند آنها هستند. نمودار بخشی همچنین اطلاعاتی را درباره کلاس مرز هوایی، کمک‌رسانی ناوبری بر روی زمین، فرکانس‌های رادیویی، طول جغرافیایی و عرض جغرافیایی، نقطه مسیر ناوبری، و مسیرهای ناوبری ارائه می‌دهد.

## سنجه
سنجه نمودارهای بخشی ۱:۵۰۰،۰۰۰ است و نام شهری که نشان می‌دهند به آنها داده می‌شود. اداره هوانوردی فدرال آمریکا بیش از ۵۰ نمودار منتشر کرده که سرزمین اصلی ایالات متحده آمریکا، آلاسکا، و هاوایی را پوشش می‌دهند. نمودارهای بخشی در آمریکا توسط گروه خدمات ناوبری هوانوردی ملی زیر مجموعه اداره هوانوردی فدرال ساخته و نگهداری می‌شوند. برخی شرکت‌های بازرگانی نیز (بیشتر شرکت جپسن) نمودارهای بخشی سازگار و گواهی شده تهیه می‌کنند.
نمودار بخشی توسط نمودار منطقه پایانه تکمیل می‌شود. نمودارهای منطقه پایانه با سنجه ۱:۲۵۰،۰۰۰ برای منطقه‌هایی در اطراف فرودگاه‌های اصلی آمریکا و نمودار هوانوردی جهانی با مقیاس ۱:۱،۰۰۰،۰۰۰ برای خلبانان هواپیماهای کم سرعت‌تر و هواپیماهای با بلندای پرواز بیشتر در دسترس هستند.

## به‌روزرسانی
نمودارهای بخشی هر شش ماه به‌روزرسانی می‌شوند.

## تاریخچه
نخستین نمودار بخشی در سال ۱۹۳۰ (میلادی) منتشر شد. در سال ۱۹۳۷ (میلادی) گروه کاملی از نمودارهای ۴۸ ایالت آمریکا منتشر شدند. این نمودارهای بخشیِ نخستین با نقشه‌ای در گوشه، کوچک بودند؛ زیرا بیشتر آنها دو درجه از عرض جغرافیایی و شش درجه از طول جغرافیایی را نشان می‌دادند. پس از ۱۹۵۰ (میلادی) راهنما و شاخص نمودارهای همسایه با یکدیگر جابجا شدند. نخستین نمودارهای دوطرفه موجود در اواخر دهه ۱۹۶۰ (میلادی) تهیه شدند.